# Hertfordshire Cheetahs
Gli Hertfordshire Cheetahs sono una squadra di football americano di Amersham e Watford, in Gran Bretagna.
Fondati ad Amersham nel 1986 come Chiltern Cheetahs, nel 2008 si sono trasferiti a Watford diventando Watford Cheetahs; nel 2015 hanno assunto il nome Hertfordshire Cheetahs.

## Dettaglio stagioni

### Tornei nazionali

#### BGFL Premiership/BAFA NL
| Stagione | regular season | regular season | regular season | regular season | regular season | regular season | playoff | playoff | playoff | playoff | playoff | playoff   | playoff    |
|          | Vin            | Par            | Per            | Tot            | PF             | PS             | Vin     | Per     | Tot     | PF      | PS      | risultato | avversaria |
| -------- | -------------- | -------------- | -------------- | -------------- | -------------- | -------------- | ------- | ------- | ------- | ------- | ------- | --------- | ---------- |
| 1988     | 0              | 0              | 6              | 6              | 18             | 118            | -       | -       | -       | -       | -       | -         | -          |
| 2021     | 7              | 0              | 1              | 8              | 182            | 97             | -       | -       | -       | -       | -       | -         | -          |
| Totale   | 7              | 0              | 7              | 14             | 200            | 215            | -       | -       | -       | -       | -       |           |            |

Fonti: Enciclopedia del Football - A cura di Massimo Mezzetti

#### NWFL/NWFL Premiership
| Stagione | regular season | regular season | regular season | regular season | regular season | regular season | playoff | playoff | playoff | playoff | playoff | playoff   | playoff    |
|          | Vin            | Par            | Per            | Tot            | PF             | PS             | Vin     | Per     | Tot     | PF      | PS      | risultato | avversaria |
| -------- | -------------- | -------------- | -------------- | -------------- | -------------- | -------------- | ------- | ------- | ------- | ------- | ------- | --------- | ---------- |
| 2021     | 3              | 0              | 5              | 8              | 123            | 190            | -       | -       | -       | -       | -       | -         | -          |
| 2022     | 1              | 0              | 7              | 8              | 36             | 277            | -       | -       | -       | -       | -       | -         | -          |
| Totale   | 4              | 0              | 12             | 16             | 159            | 467            | -       | -       | -       | -       | -       |           |            |

Fonti: Enciclopedia del Football - A cura di Massimo Mezzetti

#### BAFA NL National Division/BAFA NL Division One
| Stagione | regular season | regular season | regular season | regular season | regular season | regular season | playoff | playoff | playoff | playoff | playoff | playoff                        | playoff             |
|          | Vin            | Par            | Per            | Tot            | PF             | PS             | Vin     | Per     | Tot     | PF      | PS      | risultato                      | avversaria          |
| -------- | -------------- | -------------- | -------------- | -------------- | -------------- | -------------- | ------- | ------- | ------- | ------- | ------- | ------------------------------ | ------------------- |
| 2014     | 10             | 0              | 0              | 10             | 225            | 53             | 0       | 1       | 1       | 6       | 9       | Quarti di finale               | Edinburgh Wolves    |
| 2015     | 4              | 0              | 6              | 10             | 169            | 239            | 0       | 1       | 1       | 7       | 50      | Semifinale Southern Conference | Farnham Knights     |
| 2016     | 0              | 0              | 10             | 10             | 77             | 343            | -       | -       | -       | -       | -       | -                              | -                   |
| 2022     | 8              | 0              | 2              | 10             | 193            | 112            | 1       | 1       | 2       | 55      | 56      | Semifinale                     | Cambridgeshire Cats |
| Totale   | 22             | 0              | 18             | 40             | 664            | 747            | 1       | 3       | 4       | 68      | 115     |                                |                     |

Fonti: Enciclopedia del Football - A cura di Massimo Mezzetti

#### BAFA NL Division Two
| Stagione | regular season | regular season | regular season | regular season | regular season | regular season | playoff | playoff | playoff | playoff | playoff | playoff                              | playoff                 |
|          | Vin            | Par            | Per            | Tot            | PF             | PS             | Vin     | Per     | Tot     | PF      | PS      | risultato                            | avversaria              |
| -------- | -------------- | -------------- | -------------- | -------------- | -------------- | -------------- | ------- | ------- | ------- | ------- | ------- | ------------------------------------ | ----------------------- |
| 2017     | 7              | 0              | 3              | 10             | 320            | 114            | 0       | 1       | 1       | 0       | 27      | Quarti di finale Southern Conference | Wembley Stallions       |
| 2018     | 7              | 0              | 1              | 8              | 342            | 47             | 3       | 0       | 3       | 112     | 53      | Campioni Southern Conference         | Portsmouth Dreadnoughts |
| Totale   | 14             | 0              | 4              | 18             | 662            | 161            | 3       | 1       | 4       | 112     | 80      |                                      |                         |

Fonti: Enciclopedia del Football - A cura di Massimo Mezzetti

### Tornei locali

#### Capital League
| Stagione | regular season | regular season | regular season | regular season | regular season | regular season | playoff | playoff | playoff | playoff | playoff | playoff   | playoff    |
|          | Vin            | Par            | Per            | Tot            | PF             | PS             | Vin     | Per     | Tot     | PF      | PS      | risultato | avversaria |
| -------- | -------------- | -------------- | -------------- | -------------- | -------------- | -------------- | ------- | ------- | ------- | ------- | ------- | --------- | ---------- |
| 1987     | 7              | 0              | 3              | 10             | 237            | 131            | -       | -       | -       | -       | -       | -         | -          |
| Totale   | 7              | 0              | 3              | 10             | 237            | 131            | -       | -       | -       | -       | -       |           |            |

Fonti: Enciclopedia del Football - A cura di Massimo Mezzetti

### Riepilogo fasi finali disputate
| Anno             | Luogo   | Evento                    | Fase del torneo                | Incontro                                         | Risultato |
| 24 agosto 2014   |         | BAFA NL National Division | Quarti di finale               | Watford Cheetahs - Edinburgh Wolves              | 6 - 9     |
| 23 agosto 2015   |         | BAFA NL Division One      | Semifinale di Conference       | Farnham Knights - Hertfordshire Cheetahs         | 50 - 7    |
| 20 agosto 2017   |         | BAFA NL Division Two      | Quarti di finale di Conference | Wembley Stallions - Hertfordshire Cheetahs       | 27 - 0    |
| 2 settembre 2018 |         | BAFA NL Division Two      | Finale di Conference           | Hertfordshire Cheetahs - Portsmouth Dreadnoughts | 24 - 7    |
| 21 agosto 2022   | Watford | BAFA NL Division One      | Semifinale                     | Hertfordshire Cheetahs - Cambridgeshire Cats     | 34 - 44   |

## Palmarès
- 1 Titolo di 3º livello (Southern Conference) (2018)